# Liste der Baudenkmäler in Ohligs
Die Liste der Baudenkmäler in Ohligs enthält die denkmalgeschützten Bauwerke auf dem Gebiet von Solingen-Ohligs, Stadtbezirk Ohligs / Aufderhöhe / Merscheid, in Nordrhein-Westfalen (Stand: 1. Juli 2022). Diese Baudenkmäler sind in der Denkmalliste der Stadt Solingen eingetragen; Grundlage für die Aufnahme ist das Denkmalschutzgesetz Nordrhein-Westfalen (DSchG NRW).

## Baudenkmäler
| Bild           | Bezeichnung                                                        | Lage                                                                     | Beschreibung | Bauzeit | Eingetragen seit                                   | Denkmal- nummer |
| -------------- | ------------------------------------------------------------------ | ------------------------------------------------------------------------ | --- | --- | -------------------------------------------------- | --------------- |
| weitere Bilder | Wohnhaus                                                           | Ohligs Ackerstraße 6 Karte                                               | Eingeschossiges, traufenständiges Schieferhaus in 4:2 Achsen mit Satteldach | | 4. Dezember 1986                                   | 657             |
| weitere Bilder | Wohnhaus                                                           | Ohligs Ackerstraße 10 Karte                                              | Eingeschossiges, traufenständiges Schieferhaus in 4:2 Achsen mit Satteldach | | 4. Dezember 1986                                   | 658             |
| weitere Bilder | Wohnhaus                                                           | Ohligs Ackerstraße 16 Karte                                              | Eingeschossiges, traufenständiges Schieferhaus in 4:2 Achsen mit Satteldach | | 4. Dezember 1986                                   | 659             |
| weitere Bilder | Ehem. Verwaltungsgebäude Firma Bremshey                            | Ohligs Ahrstraße 5–13 Karte                                              | Drei- bis viergeschossiges traufenständiges Verwaltungsgebäude mit Ziegelfassade | | 16. Dezember 1986                                  | 660             |
| weitere Bilder | Wohnhaus                                                           | Ohligs Ankerstraße 30 Karte                                              | Zweigeschossiges Schieferhaus mit Satteldach | | 6. Dezember 1986                                   | 99              |
| weitere Bilder | Doppelwohnhaus                                                     | Ohligs Barl 2, 4 Karte                                                   | Fachwerkhauskomplex aus dem kleinen, zweigeschossigen Wohnhaus mit der Hausnummer 2 und dem rückwärtig daran angebauten größeren, zweigeschossigen Wohnhaus mit der Hausnummer 4, zur Hofschaft Barl gehörig | | 8. Dezember 1986                                   | 671             |
| weitere Bilder | Schwengelpumpe                                                     | Ohligs Barl 5 Karte                                                      | Historische Schwengelpumpe in der Hofschaft Barl | | 8. Dezember 1986                                   | 670             |
| weitere Bilder | Hoftor                                                             | Ohligs Barler Straße 17 Karte                                            | inklusive Vorgartenzaun | | 8. Dezember 1986                                   | 672             |
| weitere Bilder | Wohnhausfassade                                                    | Ohligs Bonner Straße 10 Karte                                            | Straßenfassade (Gründerzeitliche Stuckfassade) | 1905 | 8. Dezember 1986                                   | 673             |
| weitere Bilder | Wohnhaus                                                           | Ohligs Brunnenstraße 26 Karte                                            | Zweigeschossiges, traufenständiges Schieferhaus mit Putzsockel und Satteldach, zur Hofschaft Obenmankhaus gehörig                                                                                            | | 23. Oktober 1984                                   | 112             |
| weitere Bilder | Schloss                                                            | Ohligs Caspersbroicher Weg Karte                                         | Mittelalterliche Schlossanlage mit Park und Teich | 1220, 1438 (Umgestaltung), 1889 (Ausbau)                                                                             | 23. Oktober 1984                                   | 94              |
| weitere Bilder | Kutscherhaus/Vorburg                                               | Ohligs Caspersbroicher Weg Karte                                         | Gebäudeensemble aus mehreren Nebengebäuden mit Bruchsteinfassaden | | 5. Juni 1990                                       | 890             |
| weitere Bilder | Wohnhaus                                                           | Ohligs Ellerstraße 52 Karte                                              | Zweigeschossiges, voll verschiefertes Fachwerkhaus mit Krüppelwalmdach, zur ehemaligen Hofschaft Broßhaus gehörig                                                                                            | | 8. Dezember 1986                                   | 676             |
| weitere Bilder | ehemalige Schule Broßhaus                                          | Ohligs Elsässer Straße 17 Karte                                          | Zweigeschossiger Putzbau mit verwinkeltem Grundriss, Dachreiter und prächtiger Jugendstilfassade | um 1909 | 6. Januar 1987                                     | 772             |
| weitere Bilder | Wohnhaus                                                           | Ohligs Engelsberg 23 Karte                                               | Zweigeschossiges, traufenständiges Fachwerkhaus mit Satteldach, zur Hofschaft Engelsberg gehörig | | 4. Dezember 1986                                   | 678             |
| weitere Bilder | Fabrikgebäude                                                      | Ohligs Forststraße 51 Karte                                              | Dreigeschossiger Ziegelbau in zwölf Achsen, ehemalige Axt- und Hauerfabrik Weyersberg | | 8. Dezember 1986                                   | 685             |
| weitere Bilder | Wohnhaus                                                           | Ohligs Grenzstraße 55 Karte                                              | Eingeschossiger unverputzter Ziegelbau mit verwinkeltem Grundriss und Satteldach | um 1880 | 28. November 1986                                  | 652             |
| weitere Bilder | Wohnhaus                                                           | Ohligs Grünstraße 20 Karte                                               | Eingeschossiges traufenständiges Schieferhaus mit fünf Fensterachsen, Putzsockel, Satteldach | | 16. Dezember 1986                                  | 682             |
| weitere Bilder | Wohnhaus                                                           | Ohligs Grünstraße 21 Karte                                               | Eingeschossiges traufenständiges Schieferhaus mit vier Fensterachsen, Putzsockel, Satteldach, Eingang giebelseitig                                                                                           | | 8. Dezember 1986                                   | 683             |
| weitere Bilder | Schloss                                                            | Ohligs Hackhausen 1, 2, 2a, 2b, 2c, 3 Karte                              | Wasserschloss der Reformarchitektur mit Nebengebäuden und Gartenanlage (Architekt: Paul Schultze-Naumburg, der auch den benachbarten Waldhof Hackhausen entwarf)                                             | 1772, teilweise neu errichtet 1907                                                                                   | 18. September 1984 12. Juli 2018 (Erweiterung)     | 24              |
| weitere Bilder | Wohnhaus                                                           | Ohligs Hackhausen 4 Karte                                                | Zweigeschossiges Fachwerkhaus mit Satteldach, zum Hackhauser Hof gehörig | | 4. Dezember 1986                                   | 656             |
| weitere Bilder | ehem. Gärtnerhaus                                                  | Ohligs Hackhausen 9 Karte                                                | Zweigeschossiges Fachwerkhaus mit Satteldach, ehem. Gärtnerhaus des Schlosses Hackhausen | 1906 | 3. Februar 1987                                    | 810             |
| weitere Bilder | Herrenhaus                                                         | Ohligs Hackhausen 15 Karte                                               | Villa Berg, schlossähnliche Anlage mit Park aus prachtvoll gestaltetem Wohnhaus und Nebengebäuden, unter anderem Remise, Tor- und Teehaus                                                                    | 1896 (Haupthaus), 1899 (Gewächshaus), 1909 (Dienerwohnung), 1910 (Gartenhalle mit Kegelbahn), 1912 (Mauer, Parkhaus) | 16. Dezember 1986                                  | 684             |
| weitere Bilder | Wohnhaus                                                           | Ohligs Hackhauser Straße 2 Karte                                         | Zweigeschossiges, traufenständiges Schieferhaus mit fünf Fensterachsen und Satteldach, Portal in der Mittelachse mit kunstvoll gestaltetem Oberlicht                                                         | | 8. Dezember 1986                                   | 686             |
| weitere Bilder | St. Joseph                                                         | Ohligs Hackhauser Straße 4 Karte                                         | Prachtvoller neugotischer Kirchenbau mit fünf Portalen und Turm | 1891 bis 1893 | 8. Dezember 1986                                   | 687             |
| weitere Bilder | Wohnhaus                                                           | Ohligs Hackhauser Straße 6 Karte                                         | Zweigeschossiges ziegelsichtiges Traufenhaus mit drei Fensterachsen unter flachem Walmdach, Mittelrisalit mit Rundbogenportal, Traufgesims, zur Straßenfassade zwei kleine Dachgauben                        | | 8. Dezember 1986                                   | 688             |
| weitere Bilder | Villa                                                              | Ohligs Hackhauser Straße 7 Karte                                         | Malerische Turmvilla im Stil der altdeutschen Renaissance | 1896/1897 | 16. Dezember 1986                                  | 689             |
| weitere Bilder | Kaplanei                                                           | Ohligs Hackhauser Straße 8 Karte                                         | Zweigeschossiges ziegelsichtiges Gebäude, zur Straßenfassade mit zwei Fensterachsen, Pilastergliederung, Stockwerksgesimsen, zentraler Dachgaube                                                             | | 16. Januar 1987                                    | 677             |
| weitere Bilder | katholischer Friedhof                                              | Ohligs Hackhauser Straße 14 Karte                                        | Hochkreuz | | 27. März 1990                                      | 889             |
| weitere Bilder | katholischer Friedhof                                              | Ohligs Hackhauser Straße 14 Karte                                        | Kind auf Kissen | | 27. März 1990                                      | 889             |
| weitere Bilder | Wohnhaus                                                           | Ohligs Heiligenstock 12, 14 Karte                                        | Zweigeschossiges Fachwerkdoppelhaus mit Satteldach, zur ehemaligen Hofschaft Scheid gehörig | 1771 | 16. Januar 1987 20. Dezember 1990 (Gebäudeinneres) | 690             |
| weitere Bilder | ehemaliger Schlachthof Ohligs                                      | Ohligs Hildener Straße 43 Karte                                          | Zweigeschossiges Verwaltungsgebäude der Gründerzeit mit Backsteinfassade und seitlichem Turm zugehöriger Gedenkstein der Ohligser Fleischerinnung wurde versetzt zur Laibacher Straße 26                     | | 6. Januar 1987                                     | 773             |
| weitere Bilder | Berliner Bär                                                       | Ohligs Kamper Straße Karte                                               | Kalksteinskulptur mit Gravur eines Berliner Bären auf der Berliner Brücke nach Vorlage der Künstlerin Renée Sintenis (Kilometerangabe 540)                                                                   | 26. März 1964 (Aufstellung)                                                                                          | 25. Juni 2018                                      | 1049            |
| weitere Bilder | Wohnhaus                                                           | Ohligs Keusenhof 15 Karte                                                | Zweigeschossiges Fachwerkhaus mit Putzsockel, Andreaskreuzen im Fachwerk, verschieferten Giebelfeldern und quadratischem Grundriss, zur Hofschaft Keusenhof gehörig                                          | | 8. Dezember 1986                                   | 702             |
| weitere Bilder | Wohnhaus                                                           | Ohligs Keusenhof 17, 19 Karte                                            | Großes, zweigeschossiges, teils verputztes Fachwerkhaus mit charakteristischem Zwerchhaus über dem repräsentativ gestalteten Hauptportal, zur Hofschaft Keusenhof gehörig                                    | 1781 | 8. Dezember 1986                                   | 703             |
| weitere Bilder | Scheune                                                            | Ohligs Keusenhof 17, 19 Karte                                            | Zweigeschossige Fachwerkscheune mit Satteldach gegenüber vom Hofgebäude Keusenhof 17, 19, zur Hofschaft Keusenhof gehörig                                                                                    | | 8. Dezember 1986                                   | 703             |
| weitere Bilder | Wohnhaus                                                           | Ohligs Keusenhof 22, 24 Karte                                            | Fachwerkhauskomplex mit verwinkeltem Grundriss, Putzsockel, Satteldach, teilweise Andreaskreuze im Fachwerk, zur Hofschaft Keusenhof gehörig                                                                 | | 16. Dezember 1986                                  | 704             |
| weitere Bilder | Pumpe                                                              | Ohligs Keusenhof 28 Karte                                                | Kleine, historische Wasserpumpe im Vorgarten des Hauses Keusenhof 28 | | 17. Dezember 1986                                  | 705             |
| weitere Bilder | Wohnhaus                                                           | Ohligs Keusenhof 30 Karte                                                | Zweigeschossiges, giebelständiges Fachwerk-Wohnhaus mit hohem Satteldach und einer Reihe aus umlaufenden Andreaskreuzen im Fachwerk, zur Hofschaft Keusenhof gehörig                                         | | 30. März 1987                                      | 701             |
| weitere Bilder | Wohnhaus                                                           | Ohligs Keusenhof 53 Karte                                                | Kleines, zweigeschossiges Fachwerkhaus mit Satteldach, zur Hofschaft Keusenhof gehörig | | 16. Dezember 1986                                  | 706             |
| weitere Bilder | Wohnhaus                                                           | Ohligs Kottendorfer Straße 29, 31 Karte                                  | Zweigeschossiges traufenständiges Fachwerkhaus mit verwinkeltem Grundriss, zur ehemaligen Hofschaft Kottendorf gehörig                                                                                       | | 8. Dezember 1986                                   | 709             |
| weitere Bilder | ehemalige Broßhauser Mühle                                         | Ohligs Kottendorfer Straße 61 Karte                                      | Großes, zweigeschossiges, traufenständiges Schieferhaus mit Satteldach | um 1863 | 23. Oktober 1984                                   | 98              |
| weitere Bilder | ehemalige Mathildenhütte                                           | Ohligs Kronenstraße 7 Karte                                              | Fabrikanlage aus ein- und zweistöckigen Gebäuden mit Ziegelfassaden | 2. Hälfte 19. Jahrhundert                                                                                            | 8. Dezember 1986                                   | 711             |
| weitere Bilder | Wohnhaus                                                           | Ohligs Kronenstraße 62 Karte                                             | Kleines, zweigeschossiges, traufenständiges Fachwerkhaus mit Satteldach, zur Hofschaft Poschheide gehörig | | 11. Dezember 1986                                  | 728             |
| weitere Bilder | Waldhof Hackhausen                                                 | Ohligs Krüdersheide 7 Karte                                              | Eineinhalbgeschossiges Herrenhaus mit klammerförmigem Grundriss und Fassadengestaltung in Anlehnung an den Barock, Park einschließlich Kutscherhaus (Architekt: Paul Schultze-Naumburg)                      | 1910–1912 | 2. Oktober 1984                                    | 30              |
| weitere Bilder | Gedenkstein                                                        | Ohligs Laibacher Straße 26 Karte                                         | Gedenkstein der Ohligser Fleischerinnung, am 25. Juni 2002 versetzt vom ehem. Schlachthof Hildener Str. 43                                                                                                   | | 6. Januar 1987                                     | 773             |
| weitere Bilder | ehem. Evangelisches Gemeindehaus Ohligs                            | Ohligs Mankhauser Straße 13, 13a, 13b, 13c Karte                         | Großer, nach hinten ausgebauter verputzter Gebäudekomplex der Reformarchitektur, das Hauptgebäude zweigeschossig mit Mansarddach                                                                             | 1911/1912 | 7. Mai 2013                                        | 1038            |
| weitere Bilder | Wohnhaus                                                           | Ohligs Maubes 2 Karte                                                    | Kleines, eingeschossiges Fachwerk-Reihenhaus mit Satteldach, zur Hofschaft Maubes gehörig | | 2. Februar 1987                                    | 789             |
| weitere Bilder | Wohnhaus                                                           | Ohligs Maubes 2a Karte                                                   | Kleines, zweigeschossiges Fachwerk-Reihenhaus mit Satteldach, zur Hofschaft Maubes gehörig | | 13. Mai 1985                                       | 617             |
| weitere Bilder | Wohnhaus                                                           | Ohligs Maubes 3 Karte                                                    | Kleines, zweigeschossiges Fachwerk-Reihenhaus mit Satteldach, zur Hofschaft Maubes gehörig | | 18. September 1984                                 | 11              |
| weitere Bilder | Wohnhaus                                                           | Ohligs Maubes 4 Karte                                                    | Zweigeschossiges Fachwerk-Reihenhaus mit Satteldach, zur Hofschaft Maubes gehörig | | 13. Mai 1985                                       | 618             |
| weitere Bilder | Wohnhaus                                                           | Ohligs Maubes 5 Karte                                                    | Zweigeschossiges Fachwerk-Reihenhaus mit Satteldach, zur Hofschaft Maubes gehörig | | 25. Oktober 1984                                   | 129             |
| weitere Bilder | Wohnhaus                                                           | Ohligs Maubes 6 Karte                                                    | Zweigeschossiges Fachwerk-Reihenhaus mit Satteldach und verschiefertem Zwerchhaus über dem Portal, zur Hofschaft Maubes gehörig                                                                              | | 13. Mai 1985                                       | 619             |
| weitere Bilder | Relief                                                             | Ohligs Merkurstraße 19 Karte                                             | | | 11. Dezember 1986                                  | 732             |
| weitere Bilder | ehemaliges Amtsgericht                                             | Ohligs Merscheider Straße 1, 1a Karte                                    | Zweigeschossiges Verwaltungsgebäude im Stil des Historismus mit repräsentativen Backstein-Ornamenten | 1895 | 6. Januar 1987                                     | 777             |
| weitere Bilder | ehemaliges Rathaus Ohligs                                          | Ohligs Merscheider Straße 3 Karte                                        | Zweigeschossiges Verwaltungsgebäude im Stil des Neoklassizismus mit zentralem Turmrisaliten | 1890/1891 | 6. Januar 1998                                     | 778             |
| weitere Bilder | ehemaliges Verwaltungsgebäude (Bürgerhaus)                         | Ohligs Merscheider Straße 5 Karte                                        | Kleinerer, zweigeschossiger Verwaltungsbau mit seitlichem Turm | 1880, 1896 (Ausbau)                                                                                                  | 6. Januar 1987                                     | 779             |
| weitere Bilder | Wohnhaus                                                           | Ohligs Naturpark 11 Karte                                                | Zweigeschossiges Fachwerkhaus mit Satteldach | 18. Jahrhundert | 9. Oktober 1984                                    | 48              |
| weitere Bilder | Wohnhaus                                                           | Ohligs Parkstraße 2 Karte                                                | Zweigeschossiges Wohnhaus mit reich verzierter, repräsentativer Jugendstilfassade | | 11. Dezember 1986                                  | 719             |
| weitere Bilder | Villa                                                              | Ohligs Parkstraße 9 Karte                                                | Zweigeschossige Villa mit reichverziertem Jugendstil-Standerker und Runddachgaube | 1914 | 11. Dezember 1986                                  | 720             |
| weitere Bilder | Villa                                                              | Ohligs Parkstraße 11 Karte                                               | Zweieinhalbgeschossiges Villengebäude mit repräsentativer Fassadengestaltung unter Einfluss des Jugendstils                                                                                                  | 1907 | 16. Dezember 1986                                  | 721             |
| weitere Bilder | Villa                                                              | Ohligs Parkstraße 13 Karte                                               | Großvolumige Villa mit verschachteltem Grundriss und charakteristischem Eckturm | 1904 | 11. Dezember 1986                                  | 722             |
| weitere Bilder | Wohnhaus                                                           | Ohligs Poschheide 1 Karte                                                | Zweigeschossiges, giebelständiges Fachwerkhaus, zur Hofschaft Poschheide gehörig | | 18. September 1984                                 | 17              |
| weitere Bilder | Poschheider Mühle                                                  | Ohligs Poschheide 24, 25, 26, 28 Karte                                   | Großflächiges Gebäudeensemble der ehemaligen Mühlenanlage aus teils verschieferten Fachwerkbauten sowie massiven Gebäuden                                                                                    | 1741 (Hauptgebäude, Türinschrift), 1933 (Silo, Inschrift)                                                            | 6. Januar 1987                                     | 780             |
| weitere Bilder | Wohnhaus                                                           | Ohligs Poschheider Straße 8 Karte                                        | Zweigeschossiges, teils verschiefertes Fachwerkhaus, in halbgeschlossener Bauweise an Kronenstraße 62 angebaut, zur Hofschaft Poschheide gehörig                                                             | 1726 | 12. Dezember 1986                                  | 726             |
| weitere Bilder | Verwaltungsgebäude der ehemaligen Konsumgenossenschaft Solidarität | Ohligs Prinzenstraße 2 Karte                                             | Zweieinhalbgeschossiger Putzbau mit Mansarddach und Jugendstilelementen | 1913/1915 | 7. Januar 1987                                     | 729             |
| weitere Bilder | Hauptgebäude der ehemaligen Konsumgenossenschaft Solidarität       | Ohligs Prinzenstraße 2a Karte                                            | Fünfgeschossiger Putzbau mit Mansardwalmach inkl. Industrieschornstein, Umfassungsmauer und Pförtnerhäuschen                                                                                                 | 1913/1915, 1949 | 22. Mai 2019                                       | 1050            |
| weitere Bilder | Relief                                                             | Ohligs Querstraße 52 Karte                                               | | | 11. Dezember 1986                                  | 730             |
| weitere Bilder | Relief                                                             | Ohligs Querstraße 54 Karte                                               | | | 11. Dezember 1986                                  | 731             |
| weitere Bilder | ehemalige Schule Heiligenstock                                     | Ohligs Rennpatt 37, 39 Karte                                             | Zweigeschossiges Schulhaus mit schlichter, klassizistischer Fassade und zentralem Dachreiter | 1830 bis 1832 | 6. Januar 1987                                     | 781             |
| weitere Bilder | Villa                                                              | Ohligs Rheinstraße 39 Karte                                              | Villenkubus des Historismus mit charakteristischem Turmrisaliten | 1896 | 16. Dezember 1986                                  | 733             |
| weitere Bilder | Wohn- und Geschäftshaus                                            | Ohligs Sauerbreystraße 24a Karte                                         | Dreigeschossiges Wohn- und Geschäftshaus mit Jugendstilfassade | | 6. Januar 1987                                     | 787             |
| weitere Bilder | Wohn- und Geschäftshaus                                            | Ohligs Sauerbreystraße 31 Karte                                          | Zweigeschossiges, voll verschiefertes Gebäude mit Satteldach, fünfachsig, kleiner Putzsockel, Ladeneinbau im Erdgeschoss                                                                                     | 19. Jahrhundert | 19. Dezember 1986                                  | 740             |
| weitere Bilder | ehemaliges Hallenbad Ohligs                                        | Ohligs Sauerbreystraße 34–42 Karte                                       | Zwei- bis dreigeschossiges Eckgebäude in Ziegelbauweise | 1928 bis 1930 | 6. Januar 1987                                     | 783             |
| Wohnhaus       | Wohnhaus                                                           | Ohligs Schnitterter Weg 14 Schnitterter Weg 16 Schnitterter Weg 18 Karte | Zweigeschossiger, teils verschieferter Fachwerkhauskomplex der Hausnummern 14, 16, 18 | | 16. Dezember 1986 13. März 1987 16. Dezember 1986  | 741 742 743     |
| weitere Bilder | Wohnhaus                                                           | Ohligs Siemensstraße 32 Karte                                            | Zweigeschossiges, voll verschiefertes Fachwerkhaus mit Putzsockel und Satteldach, zur Hofschaft Engelsberg gehörig                                                                                           | | 16. Dezember 1986                                  | 744             |
| weitere Bilder | Wohnhaus                                                           | Ohligs Steinstraße 21 Karte                                              | Zweigeschossiges, voll verschiefertes, giebelständiges Fachwerkhaus mit Krüppelwalmdach, zur ehemaligen Hofschaft Scharrenbergerheide gehörig                                                                | | 11. August 1987                                    | 745             |
| weitere Bilder | Villa                                                              | Ohligs Südstraße 18 Karte                                                | Villenkubus mit aufwändiger Fassadengestaltung unter Einfluss des Jugendstils mit Pyramidalstumpfdach | 1898 | 30. Dezember 1986                                  | 748             |
| weitere Bilder | Pumpe                                                              | Ohligs Trochbusch 3 Karte                                                | Historische Wasserpumpe vor dem Haus Trochbusch 3 in der Hofschaft Untenmankhaus | | 19. Dezember 1986                                  | 749             |
| weitere Bilder | Pumpe                                                              | Ohligs Trochbusch 4, 6 Karte                                             | Historische Wasserpumpe zwischen den Häusern Trochbusch 4 und 6 in der Hofschaft Untenmankhaus | | 9. Februar 1987                                    | 790             |
| weitere Bilder | Wohnhaus                                                           | Ohligs Trochbusch 6 Karte                                                | Zweigeschossiges, voll verschiefertes Fachwerkhaus mit Satteldach, zur Hofschaft Untenmankhaus gehörig | | 2. Oktober 1984                                    | 29              |
| weitere Bilder | Wohnhaus                                                           | Ohligs Viersener Weg 3 Karte                                             | Wohnhaus in Ziegelbauweise, baugleich mit Nebengebäude | | 19. Dezember 1986                                  | 750             |
| weitere Bilder | Wohnhaus                                                           | Ohligs Viersener Weg 5 Karte                                             | Wohnhaus in Ziegelbauweise, baugleich mit Nebengebäude | | 19. Dezember 1986                                  | 751             |
| weitere Bilder | Wohnhaus                                                           | Ohligs Virchowstraße 18, 20 Virchowstraße 22, 24 Karte                   | Langgestreckter, zweigeschossiger, teils verschieferter Fachwerkhauskomplex, zur Hofschaft Scharrenberg gehörig                                                                                              | | 19. Dezember 1986 30. Dezember 1986                | 752 753         |
| weitere Bilder | Wohnhaus                                                           | Ohligs Weyerstraße 14 Karte                                              | Zweigeschossiges, traufenständiges Schieferhaus mit sechs Fensterachsen, Putzsockel und Satteldach | | 19. Dezember 1986                                  | 661             |
| weitere Bilder | Wohnhaus                                                           | Ohligs Weyerstraße 24 Karte                                              | Zweigeschossiges, traufenständiges Schieferhaus mit drei Fensterachsen, Putzsockel und Satteldach | 1826 | 19. Dezember 1986                                  | 754             |
| weitere Bilder | Villa                                                              | Ohligs Weyerstraße 26 Karte                                              | Zweigeschossiges Villengebäude mit Mansarddach und Fassadengestaltung im Jugendstil | 1907 | 19. Dezember 1986                                  | 755             |
| weitere Bilder | Wohnhaus                                                           | Ohligs Weyerstraße 50 Weyerstraße 52 Karte                               | Ehemalige Werkssiedlung der Firma Kronprinz, Doppelhaus der Hausnummern 50, 52, sechsachsiger traufständiger Putzbau im Neubergischen Stil mit Mansarddach und Krüppelwalmdach                               | 1921/22 | 12. Mai 1992 27. April 1992                        | 756 919         |
| weitere Bilder | Wohnhaus                                                           | Ohligs Weyerstraße 54 Karte                                              | Ehemalige Werkssiedlung der Firma Kronprinz, mittiges Einzelgebäude, dreiachsiger traufständiger Putzbau im Neubergischen Stil mit Mansarddach und Schweifgiebel                                             | 1921/22 | 12. Mai 1992                                       | 757             |
| weitere Bilder | Wohnhaus                                                           | Ohligs Weyerstraße 56, 58 Karte                                          | Ehemalige Werkssiedlung der Firma Kronprinz, Doppelhaus der Hausnummern 56, 58, sechsachisiger traufständiger Putzbau im Neubergischen Stil mit Mansarddach und Krüppelwalmdach                              | 1921/22 | 12. Mai 1992                                       | 758             |
| weitere Bilder | Wohnhaus                                                           | Ohligs Weyerstraße 71 Karte                                              | Zweigeschossiges, voll verschiefertes Traufenhaus mit Traufgesims und repräsentativ gestaltetem Portal | | 30. Dezember 1986                                  | 759             |
| weitere Bilder | ehemaliges Rathaus Merscheid                                       | Ohligs Weyerstraße 75 Karte                                              | Zweigeschossiges Ziegelgebäude mit Ziegelornamenten als Fassadenschmuck | um 1868 | 19. Dezember 1986                                  | 760             |
| weitere Bilder | ehem. Reichsbank-Nebenstelle                                       | Ohligs Wilhelmstraße 14 Karte                                            | Zweieinhalbgeschossiger Putzbau mit repräsentativer Fassade und Mansarddach | | 6. Januar 1987                                     | 786             |
| weitere Bilder | Wohn- und Geschäftshaus                                            | Ohligs Wilhelmstraße 25 Karte                                            | Dreigeschossiger Putzbau im Stil des Historismus mit zentralem Giebelrisaliten und Satteldach | | 19. Dezember 1986                                  | 765             |
| weitere Bilder | Villa                                                              | Ohligs Wilhelmstraße 26 Karte                                            | Villengebäude mit prunkvoller Fassadengestaltung | 1893 | 9. Oktober 1984                                    | 42              |
| weitere Bilder | Wohn- und Geschäftshaus                                            | Ohligs Wilhelmstraße 27 Karte                                            | Dreigeschossiger Putzbau im Stil des Historismus mit Mansarddach | | 19. Dezember 1986                                  | 766             |
| weitere Bilder | Villa                                                              | Ohligs Wilhelmstraße 28 Karte                                            | Prachtvolles Villengebäude mit charakteristischem Erker | 1893 | 9. Oktober 1984                                    | 43              |
| weitere Bilder | ehemaliges Handelskontor Weyersberg                                | Ohligs Wilhelmstraße 29 Karte                                            | Prachtvolles dreigeschossiges Geschäftshaus der Gründerzeit mit Turmerker auf der Ecke zur Rheinstraße | 1900 (Fassadeninschrift)                                                                                             | 14. Januar 1987                                    | 767             |
| weitere Bilder | Villa                                                              | Ohligs Wilhelmstraße 31 Karte                                            | Villenkubus mit prächtigem Fassadenschmuck | 1893 | 25. Oktober 1984                                   | 122             |
| weitere Bilder | Villa                                                              | Ohligs Wilhelmstraße 33 Karte                                            | Zweigeschossige Eckvilla mit Turmerker | 1893 | 9. Oktober 1984                                    | 55              |
| weitere Bilder | Villa                                                              | Ohligs Zweibrücker Straße 1 Karte                                        | Zweigeschossige Architektenvilla in Ziegelbauweise | 1897 | 19. Dezember 1986                                  | 771             |

## Ehemalige Baudenkmäler
| Bild           | Bezeichnung              | Lage                                 | Beschreibung | Bauzeit | Eingetragen seit                                             | Denkmal- nummer |
| -------------- | ------------------------ | ------------------------------------ | --- | ------- | ------------------------------------------------------------ | --------------- |
| weitere Bilder | Feuerwehrsiedlung Ohligs | Ohligs Brunnenstraße 9 Karte         | Vom Architekten Max Weber für die Freiwillige Feuerwehr Ohligs entworfen im Stil des Neuen Bauens, aus Denkmalliste ausgetragen 2019                                          | 1928    | 4. Januar 2016                                               | 782             |
| weitere Bilder | Feuerwehrsiedlung Ohligs | Ohligs Saturnstraße 1, 3, 5, 7 Karte | Vom Architekten Max Weber für die Freiwillige Feuerwehr Ohligs entworfener zweieinhalbgeschossige Wohnhauskomplex im Stil des Neuen Bauens, aus Denkmalliste ausgetragen 2019 | 1928    | 6. Januar 1987 4. Januar 2016 (Erweiterung auf Saturnstr. 1) | 782             |